# AC Greyhound
La AC Greyhound è un'autovettura gran turismo coupé prodotta dalla casa automobilistica britannica AC Cars dal 1959 al 1964.

## Profilo e contesto
La Greyhound era la versione 2+2 delle AC Ace e Aceca prodotte dalla AC Cars a Thames Ditton nel Surrey in Inghilterra. Lanciata al Motor Show di Londra nel 1959, aveva una carrozzeria costruita attraverso un mix tra fibra di vetro e alluminio a due porte e quattro posti e ereditava la maggior parte della componentistica meccanica dell'Ace e dell'Aceca, ma aveva un passo di 250 mm più lungo.
Il telaio utilizzava un nuovo chassis con longheroni a sezione scatolata al posto dei tubi dell'Aceca per avere una maggiore rigidità ed era dotato di sospensioni indipendenti sulle quattro ruote con bracci trasversali, ammortizzatori telescopici e molle elicoidali sia all'anteriore che al posteriore. Il cambio era un manuale a 4 marce con overdrive, lo sterzo a pignone e cremagliera e il sistema frenante del tipo misto con freno a disco da 298 mm all'anteriore e a tamburo da 279 mm al posteriore.
La vettura durante l'arco della sua carriera montò svariati motorizzazioni a sei cilindri in linea forniti da diversi costruttori:
- AC da 1991 cm³ OHC (75 CV a 4500 giri/min; 1000 kg);
- Bristol 100 D2 OHV da 1971 cm³ (128 CV[5] a 5750 giri/min; 1015 kg);
- Bristol da 2216 cm³ (105 CV a 4700 giri/min; 1093 kg);
- Ford Zephyr da 2553 cm³ (fino a 170 CV a 5500; 1040 kg).

Una Greyhound con motore Bristol da 2 litri con overdrive venne testata dalla rivista The Motor nel 1961, che registrò una velocità massima di 110 mph (180 km/h) e un'accelerazione da 0-60 mph (0–97 km/h) in 11,4 secondi.